# Сеоска кућа у Нештину
Сеоска кућа у Нештину, подигнута у 18. веку, због свог значаја као тип развијене сеоске куће за подручје Срема има статус споменика културе у категорији непокретних добара од изузетног значаја.
Кућа представља објекат правоугаоне основе, слободно постављена у простору, ужом страном окренута према улици. Због косине на којој је изграђена карактеришу је три вертикална нивоа: подрум, приземље и таван. Зидови су у бондручној конструкцији са испуном од плетера, док је двоводни кров је покривен трском. Кућа је троделна, са традиционалним распоредом просторија у низу, соба–кухиња–соба. У кухињском делу је очувано отворено огњиште. Посебност ове куће огледа се у гонгу са декорисаним дрвеним стубовима не само на дворишној већ и на уличној фасади, као и малим тремом на предњем забату.
На плацу испод ове куће формирано је домаћинство са главном кућом и пар помоћних зграда.
Радови на њеној конзервацији и рестаурацији започели су 1990. године, а настављени 1991. и 1992. године.
Током 2012. године урађена је конзервација и рестаурација куће под надзором Покрајинског завода за заштиту споменика културе.